# Adrian Popescu
Adrian Mihai Popescu (26 de julho de 1960) é um ex-futebolista romeno que competiu na Copa do Mundo de 1990.